# Municipio de Ross (condado de Taylor)
El municipio de Ross (en inglés: Ross Township) es un municipio ubicado en el condado de Taylor en el estado estadounidense de Iowa. En el año 2010 tenía una población de 184 habitantes y una densidad poblacional de 2,3 personas por km².

## Geografía
El municipio de Ross se encuentra ubicado en las coordenadas 40°36′32″N 94°43′57″O / 40.60889, -94.73250. Según la Oficina del Censo de los Estados Unidos, el municipio tiene una superficie total de 79.97 km², de la cual 79,45 km² corresponden a tierra firme y (0,65 %) 0,52 km² es agua.

## Demografía
Según el censo de 2010, había 184 personas residiendo en el municipio de Ross. La densidad de población era de 2,3 hab./km². De los 184 habitantes, el municipio de Ross estaba compuesto por el 98,91 % blancos, el 0,54 % eran de otras razas y el 0,54 % eran de una mezcla de razas. Del total de la población el 0,54 % eran hispanos o latinos de cualquier raza.